# Вила Маси (Ријети)
Вила Маси је насеље у Италији у округу Ријети, региону Лацио.
Према процени из 2011. у насељу је живело 26 становника. Насеље се налази на надморској висини од 918 м.